# Theresa Hübchen
Theresa Hübchen (* 20. Februar 1971 in Ost-Berlin) ist eine deutsche Schauspielerin.

## Leben
Theresa Hübchen ist die Tochter des Schauspielers Henry Hübchen und der Schauspielagentin Sanna Hübchen. Sie hat zwei Schwestern, Nora und Franziska. Nach ihrem Schulabschluss erlernte sie zunächst den Beruf der Hutmacherin.
Erste schauspielerische Erfahrungen sammelte Theresa Hübchen im Jahr 1991 an der Volksbühne Berlin, als sie in einem von ihrem Vater inszenierten Stück für eine erkrankte Schauspielerin einsprang. Vier Jahre später erhielt sie ein Engagement am Burgtheater in Wien. 1996 erhielt sie den Förderpreis der Josef-Kainz-Medaille der Stadt Wien. Zudem spielt sie wieder Theater, unter anderem in Wien, Mannheim und Hamburg.
Ihren ersten Auftritt im Fernsehen hatte Hübchen im Jahr 1993 in einer Folge der Serie Der Bergdoktor. Sie spielte mehrmals im Tatort und in der Kinderserie Beutolomäus. Im Jahr 2015 war sie zusammen mit ihrem Vater in dem Drama Unterm Eis zu sehen. In der 20. Staffel der ARD-Telenovela Rote Rosen spielte sie als Polizeihauptkommissarin Sandra Reichard die Hauptrolle.
Theresa Hübchen ist mit dem Schauspieler Marcus Bluhm verheiratet. Sie leben in Berlin. Neben ihrer Muttersprache Deutsch spricht sie auch fließend Englisch.

## Filmografie
- 1993: Der Bergdoktor (Fernsehserie, 1 Folge)
- 1994: Alles auf Anfang
- 1994: Ein Fall für zwei (Fernsehserie, Folge: Der wahre Reichtum)
- 1994: Ärzte (Fernsehreihe, 3 Folgen)
- 1995: Schwarz greift ein (Fernsehserie, 1 Folge)
- 1995: A.S. – Gefahr ist sein Geschäft (Fernsehserie, 1 Folge)
- 1995: Tatort – Eine todsichere Falle
- 1996: Kommissar Rex (Fernsehserie, 1 Folge)
- 1996: Kurklinik Rosenau (Fernsehserie, 1 Folge)
- 1996: Tatort: Krokodilwächter
- 1997: Der Fahnder (Fernsehserie, 1 Folge)
- 1997: Tatort: Undercover-Camping
- 1998: Adelheid und ihre Mörder (Fernsehserie, 1 Folge)
- 1998: Schlosshotel Orth (Fernsehserie, 1 Folge)
- 1999: Gnadenlos 2 – Ausgeliefert und missbraucht
- 2000: Tatort: Quartett in Leipzig
- 2001: Der Ermittler (Fernsehserie, 1 Folge)
- 2001: Doppelter Einsatz (Fernsehserie, 1 Folge)
- 2002: Im Visier der Zielfahnder (Fernsehserie, 1 Folge)
- 2003: Edel & Starck (Fernsehserie, 1 Folge)
- 2003: Der Mörder ist unter uns
- 2005: Balko (Fernsehserie, 1 Folge)
- 2005–2008: Im Namen des Gesetzes (Fernsehserie, 2 Folgen, verschiedene Rollen)
- 2006: Beutolomäus kommt zum Weihnachtsmann (Fernsehserie, 13 Folgen)
- 2007: Beutolomäus und der doppelte Weihnachtsmann (Fernsehserie, 1 Folge)
- 2007: Beutolomäus und die Prinzessin (Fernsehserie, 1 Folge)
- 2011: Da kommt Kalle (Fernsehserie, 1 Folge)
- 2012: Notruf Hafenkante (Fernsehserie, Folge: Leben daneben)
- 2015: Unterm Eis (Regie: Jörg Grünler)
- 2021: Die Heiland – Wir sind Anwalt (Fernsehserie, Folge: Tod im Schilf)
- 2022–2023: Rote Rosen (Fernsehserie, 225 Folgen)

## Hörspiele
- 2012: Christian Hussel: Die Rubine des Berbers – Regie: Wolfgang Rindfleisch (Hörspiel – DKultur)